# Lockjaw
Albums de Flume
Flume
(2012) Skin
(2016)
EPs par Chet Faker
Thinking In Textures
(2012) Built on Glass
(2014)
Singles
1. Drop the Game
Sortie : 18 novembre 2013

Lockjaw est un EP collaboratif des musiciens australiens de musique électronique Flume et Chet Faker. Le maxi sort le 22 novembre 2013 sur le label Future Classic.

## Liste des chansons
Toutes les chansons sont écrites et composées par Harley Streten et Nick Murphy.
| CD et téléchargement digital | CD et téléchargement digital  | CD et téléchargement digital | CD et téléchargement digital | CD et téléchargement digital | CD et téléchargement digital | CD et téléchargement digital | CD et téléchargement digital | CD et téléchargement digital | CD et téléchargement digital |
| No                           | Titre                         | Durée                        |                              |                              |                              |                              |                              |                              |                              |
| ---------------------------- | ----------------------------- | ---------------------------- | ---------------------------- | ---------------------------- | ---------------------------- | ---------------------------- | ---------------------------- | ---------------------------- | ---------------------------- |
| 1.                           | Drop the Game                 | 3:41                         |                              |                              |                              |                              |                              |                              |                              |
| 2.                           | What About Us                 | 5:07                         |                              |                              |                              |                              |                              |                              |                              |
| 3.                           | This Song Is Not About a Girl | 4:14                         |                              |                              |                              |                              |                              |                              |                              |
| 13:02                        |                               |                              |                              |                              |                              |                              |                              |                              |                              |

## Performance commerciale
En Australie, les ventes de l'EP ont grimpé en partie grâce au single Drop the Game, qui s'est classé à la 18e place des charts et certifié platine. 
| Titre                                                | Meilleure position | Meilleure position |
| Titre                                                | AUS                | AUS Dance          |
| ---------------------------------------------------- | ------------------ | ------------------ |
| "This Song Is Not About a Girl" (Flume & Chet Faker) | 52                 | 12                 |
| "What About Us" (Flume & Chet Faker)                 | 53                 | 13                 |